# Flatøyskjeret
Flatøyskjeret est une île dans le landskap Sunnhordland du comté de Vestland. Elle appartient administrativement à Øygarden.

## Géographie
Rocheuse et désertique, à fleur d'eau, elle s'étend sur environ 78 m de longueur pour une largeur approximative de 34 m. 